# Луиджи Амедео (принц Савойский и герцог Абруццкий)
Принц Луи́джи Амеде́о Саво́йский (Людвиг Амедей, принц Савойский, полностью: принц Луиджи Амедео Джузеппе Мария Фердинандо Франческо д’Аоста, герцог Абруцци — (итал. principe Luigi Amedeo Giuseppe Maria Ferdinando Francesco d`Aosta, duca degli Abruzzi; 29 января 1873[…], Мадрид — 18 марта 1933[…], Джоухар, Итальянское Сомали) — итальянский принц Савойской династии, путешественник, адмирал.
Его отец Амадей, герцог Аостский короткое время (1871—1873) занимал испанский престол, а его дядя Умберто I в 1878 году взошёл на трон Италии. Луиджи, единственный из трёх детей Амадея, родился в Мадриде во время царствования своего отца. В 1893—1894 годах посетил Эритрею. В 1894—1896 годах совершил кругосветное путешествие. В 1897 году первым взошёл на гору Святого Ильи (5489 м) на Аляске.

## Происхождение
Он третий сын Амадея I (1845-1890) и его жены Марии Виттории даль Поццо (1847-1876), наследницы старинного аристократического пьемонтского рода. 

## Арктическая экспедиция
1899 год — наиболее известная и трудная полярная экспедиция герцога. Весной, прибыв с 10 соотечественниками в Христианию, герцог приобрёл паровое китобойное судно «Джесон» водоизмещением 570 тонн. Переоснастив его для плавания во льдах и переименовав в «Stella Polare» («Полярную Звезду»), он 12 июня вышел в Архангельск.
30 июня «Полярная звезда» бросила якорь на соломбальском рейде Архангельска. Торжественно приняв на судне архангельского губернатора А. Энгельгарда, герцог Абруццкий вместе с ним в тот же день прибыл на Соборную пристань, где их встретили представители местных властей и иностранных консульств.
Газета «Архангельские губернские ведомости» (номер от 7 июля) писала:

В городском театре состоялся экстраординарный Gala-спектакль в присутствии герцога Абруццкого. Шла трёхактная драма «Багдадская принцесса» А. Дюма-сына. Перед поднятием занавеса оркестр исполнил итальянский королевский гимн…
Впоследствии, вспоминая о посещении Архангельска, герцог Абруццкий писал:

Окончательный отъезд был назначен на 12 июля. Рано утром для нас, католиков, была открыта церковь, и мы выслушали обедню. После обеда на борт перевезли всех собак и посадили в предназначенные для них клетки. Вечером «Полярная звезда» отчалила, и два парохода потащили её вниз по Двине, чтобы там загрузиться углём. Мы с доктором Кавалли остались ещё на суше, чтобы провести вечер с нашими друзьями из Италии. На следующее утро мы расстались, наконец, с Архангельском. Все время, пока мы плыли между плотами и дровами, перед нами спускались флаги в знак приветствия…
Воспоминаниям о посещении Архангельска в книге герцога посвящена отдельная глава, где есть упоминания и об охоте, устроенной в его честь. Позже всем участникам охоты герцог выслал памятную фотографию с дарственной надписью.
Экспедиция состояла из 20 человек, среди научного состава были капитан Умберто Каньи, лейтенант Ф. Кверини, доктор А. Кавалли Молинелли. План экспедиции состоял в следующем: достигнуть в районе Земли Франца-Иосифа возможно более северной широты, организовать там базу для зимовки, и после зимовки на собачьих упряжках по льду достичь полюса.
Герцог устроил зимовочную базу на острове Рудольфа, в бухте Теплиц. После окончания полярной ночи экспедиция стала готовиться к санному походу на Северный полюс. Однако герцог во время зимовки обморозил руку, и ему пришлось ампутировать два пальца, что лишило его возможности принять участие в походе. Он поручил руководство полюсной партией капитану Каньи. 11 марта 1900 года Каньи выступил в путь и 25 апреля достиг 86° 34' с. ш., побив рекорд Нансена 1895 года приблизительно на 30' (то есть около 55 километров). Здесь партия Каньи повернула назад и 23 июня с огромным трудом достигла базы на острове Рудольфа. По возвращении группы Каньи «Стелла Поляре» 16 августа покинула остров Рудольфа и направилась на юг. Пробившись сквозь тяжёлые льды, судно вышло на свободную воду, и в сентябре экспедиция прибыла в Норвегию. Во время экспедиции был исследован и нанесён на карту северный берег острова Рудольфа и окончательно опровергнуто существование «Земли Петермана» и «Земли короля Оскара».
На возвращение «Полярной звезды» Джованни Пасколи написал оду «Герцогу Абруццкому и его спутникам», начинающуюся:
| Questo è dall’ombre un ritorno! Dante Alighieri ha sorriso. Noi sedevamo; ed un giorno vi pensammo all’improvviso. L’anime nostre oscillare sentivamo come l’ago del magnete, tutte cercando inquiete la Stella Polare. | Выход из вечного мрака! Данте готов улыбнуться. Ждали мы срока и знака, Что ушедшие вернутся; Стрелкой магнитной дорожной Наши души напряжённо трепетали, Всё устремляясь тревожно В полярные дали. (перевод М. Л. Гаспарова; в оригинале — «тревожно ища Полярную звезду») |

## Последующие годы
1906 год — путешествие, выполненное в соответствии с последним желанием Генри Мортона Стенли в Уганду в горный район Рувензори. Первовосхождения на высочайшие вершины района (5109 м), один из пиков горы Стэнли был назван Маргерита в честь королевы Савойской.
Следующая большая экспедиция в 1909 году имела целью достижение второй по высоте вершины мира К2 в Каракоруме. Участникам экспедиции удалось достичь высоты 6666 м. Альпинисты шли по маршруту, который позже назвали ребро Абруццкого. При попытке восхождения на вершину Чоголиза удалось установить мировой рекорд подъёма на высоту для того времени (7498 м).
Позже — адмирал Италии, командующий Адриатическим флотом во время Первой мировой войны. Его именем названы несколько географических объектов, в том числе остров Луиджи архипелага Земля Франца-Иосифа.

## Научные труды
- «La Stella Polare nel Mare Artico 1899—1900» (Милан, 1902);
- «Osservaziom scientifiche, eseguite durante la spedizione polare di S. A. R. Luigi Amedeo di Savoia» вместе с Каньи и Кавалли-Молинелли — (Милан, 1903).

## Награды
- Высший орден Святого Благовещения
- Кавалер Большого креста Савойского Военного ордена
- Кавалер Большого креста ордена Святых Маврикия и Лазаря
- Кавалер Большого креста ордена Короны Италии
- Кавалер Савойского гражданского ордена